# Luigi Montabone

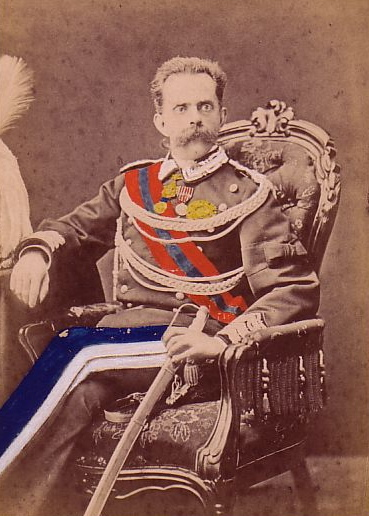
Luigi Montabone: Umberto I

Luigi Montabone (... – 1877) è stato un fotografo italiano.

## Biografia
Pioniere della fotografia in Italia, è particolarmente ricordato per il suo album "Ricordi del viaggio in Persia della missione italiana del 1862".
Non possediamo documenti che attestino attività fotografica di Montabone prima del 1855 a Milano fino alla sua morte. La sua carriera è culminata con l'apertura di diversi studi fotografici a Roma, Firenze, Torino e Milano.
L'album "Ricordo del viaggio in Persia della Missione italiana, 1862", conservato presso la Biblioteca Reale di Torino, è composto da settantadue fotografie, con ritratti di personaggi della Corte, di una ventina di personaggi georgiani, paesaggi dell'Armenia e del Caucaso e vedute persiane. Lo stabilimento fotografico Montabone fu premiato all'Esposizione Universale di Parigi del 1867 e fu presente all'Esposizione Nazionale di Torino del 1868 e del 1872. Nel 1872 è nominato Cavaliere per le sue benemerenze in campo fotografico.

## Successori
Il primo diretto successore dello studio torinese è il fotografo A. Bertelli che gestirà lo stabilimento sino al 1888; dal 1889 subentra A. Rovere (con sede in piazza Castello, 25). Dal 1892 erede della Fotografia Reale è Adolfo Majoni che esercita sino al 1912, anno in cui subentra Riccardo Scoffone, nipote di Montabone. Bertelli si firmerà successore di Montabone anche a Genova e a Napoli (strada S. Lucia a Mare; piazza Vittorio, 7; via S. Carlo, 4; piazza S. Maria degli Angeli).
Lo studio di Roma almeno sino al 1886 rimane sotto la direzione del fotografo Giacomo Borelli (in piazza di Spagna, 9), mentre dal 1891 successore è Mariano Costa che nel 1892 trasferisce lo stabilimento in via Nazionale, 188. Allo stesso indirizzo dal 1904 è titolare Adolfo Costa, ma già dal 1905, e fino al 1910, risultano titolari dell'atelier Fotografia Reale di Montabone i fratelli Vuillemenot. A Milano come successori troviamo Carlo Marcozzi, Moretti e Carlo Fumagalli, che ha una succursale anche a Napoli Fonte (Centro regionale di catalogazione e restauro dei beni culturali). Inoltre, a Genova, dopo il Bertelli, gli succede Giuseppe Pitteri, che aprirà tre "cabinets de photographie" in via Garibaldi 8 (la strada nuova dell'alta borghesia genovese), a Sampierdarena e Sestri Ponente, facendo menzione, nei timbri a secco del verso, di "massime onorificenze" ricevute a Milano nel 1906, San Remo 1908, Torino 1911.
Lo studio fotografico Montabone a Firenze si trovava in via de' Banchi 3. Il "premiato stabilimento fotografico Montabone" (così come si legge in una foto dell'epoca) era il fornitore di S.M. Umberto I e R. famiglia e di S.M. Regina di Serbia. Lo studio realizzava processi d'ingrandimento al carbone inalterabile e ritratti su porcellana.
Negli anni della seconda guerra mondiale Mariano Costa, discendente diretto di Adolfo Costa che nel 1910 è successore dello stabilimento Montabone di Roma, Vincenzo Carrese e Fedele Toscani decidono di fondare la Publifoto Milano e aprono diverse agenzie in Italia a Mariano Costa, figlio di Adolfo, va l’agenzia di Napoli.
Questa agenzia ha raccontato questo paese con scrupolo e disincanto, lasciandoci un patrimonio iconografico che per quantità e varietà non ha uguali. Ciò che rende speciale questa agenzia è la portata delle relazioni che Vincenzo Carrese e i suoi soci di cui si ricorda Mariano Costa e poi gli eredi Adolfo, Luciano, Antonio e Giorgio.
Negli anni 90 l’archivio Publifoto viene venduto alla Olycom e parte ceduto all'Università di Parma, ma l’attività della famiglia Costa continua nel ramo della stampa digitale e della fotografia. Viene fondata la Digicopy a Milano ed è a supporto di una serie di iniziative di originali ed innovative nel campo della sperimentazione artistica ed editoriale. Infatti dalla volontà degli eredi diretti ed in particolare del pronipote, Eugenio Costa rinasce il marchio editoriale Montabone che coniuga tradizione e innovazione mixando tecniche di stampa tradizionali fino a spingersi ad esperimenti per opere in edizioni limitata con l'ausilio delle moderne tecnologie di stampa 3D (Easy3D srl start up innovativa).

## Collezioni
Alcune immagini di Montabone fanno parte della collezione di Domenico Nardozza.

## Galleria d'immagini

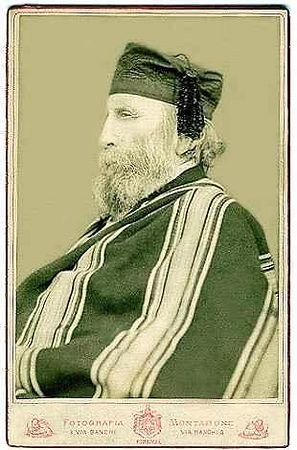
Giuseppe Garibaldi
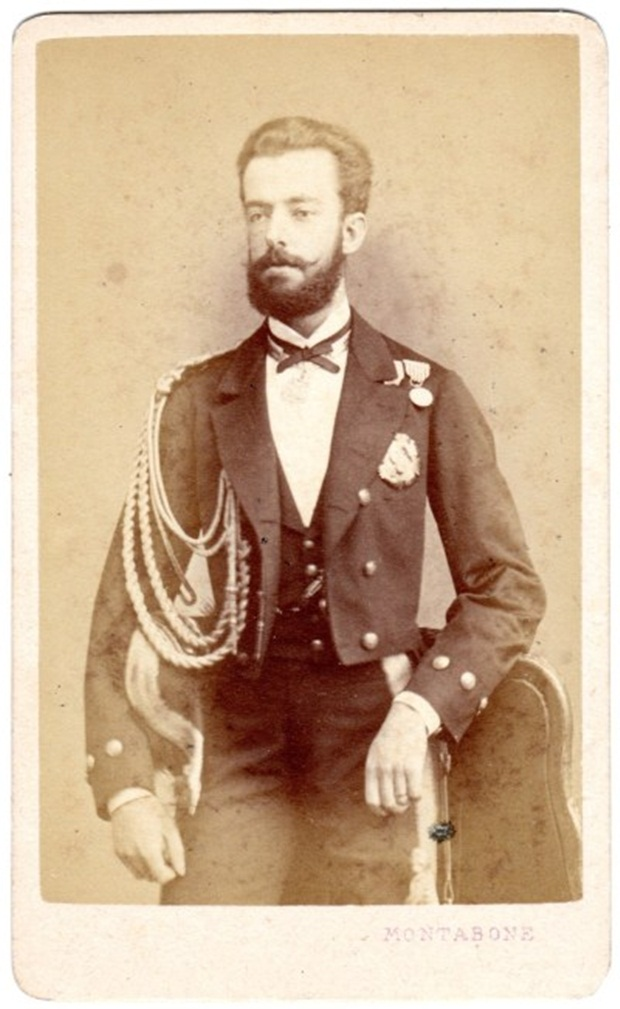
Amedeo I d'Aosta e re di Spagna
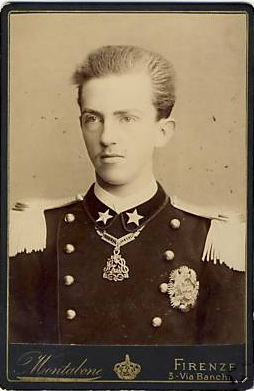
Vittorio Emanuele III da ragazzo
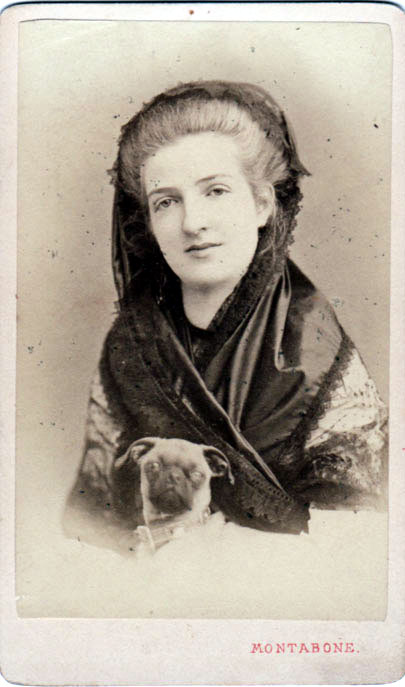
Margherita di Savoia prima del 1878